# 25 힐
《25 힐》(25 Hill)은 미국에서 제작된 코빈 번슨 감독의 2011년 드라마 영화이다. 나단 겜블 등이 주연으로 출연하였고 크리스 등이 제작에 참여하였다.

## 출연

### 주연
- 나단 겜블
- 베일리 매디슨

### 조연
- 티모시 오먼드슨
- 코빈 번슨
- 랄프 웨이트
- 멕 포스터
- 모린 프래니건
- 마이클 터커
- 브래드 레이더
- 롤론다 와츠
- 로건 프라이
- 랜스 마틴

## 기타
- 라인프로듀서: 윌리엄 K. 베이커
- 세트: 테오 구아디노
- 분장-헤어: 리즈 듀체즈

## 제작

### 영화 촬영
영화 촬영은 2010년 4월 7일 오하이오주 아콘에서 시작되었으며 후반 작업은 8월 13일 시작되었다.